# Алес (Италия)
Алес (итал. Ales, сард. Abas) — город в Италии, расположен в регионе Сардиния, подчинён административному центру Ористано (провинция).
Население составляет 1372 человек (30-6-2019), плотность населения — 61,11 чел./км². Занимает площадь 22,45 км². Почтовый индекс — 9091. Телефонный код — 00783.
Покровителями города почитаются святые апостолы Пётр и Павел, празднование 29 июня.
Место рождения основателя Итальянской коммунистической партии Антонио Грамши.